# Rugby à sept aux Universiades
Le rugby à sept est introduit au programme des Universiades lors de l'édition 2013.

## Historique
Le rugby à sept fait son apparition aux Universiades en tant que sport optionnel, lors de l'édition 2013 jouée à Kazan.
Il fait son retour six ans plus tard, dans le cadre de l'Universiade de 2019 organisée à Naples.
Il figure au programme de l'Universiade de 2023 à Iekaterinbourg.

## Palmarès

### Tournoi masculin
| Édition | Lieu   | Or     | Argent         | Bronze          |
| ------- | ------ | ------ | -------------- | --------------- |
| 2013    | Kazan  | Russie | France         | Grande-Bretagne |
| 2019    | Naples | Japon  | Afrique du Sud | France          |

### Tournoi féminin
| Édition | Lieu   | Or     | Argent | Bronze |
| ------- | ------ | ------ | ------ | ------ |
| 2013    | Kazan  | Russie | Italie | Canada |
| 2019    | Naples | Japon  | France | Russie |